# Wavellit
Wavellit (wawelit) – minerał z gromady fosforanów, klasy fosforanów uwodnionych. Należy do grupy minerałów rzadkich, rozpowszechniony jest tylko w niektórych rejonach Ziemi. 
Nazwa pochodzi od nazwiska angielskiego lekarza i fizyka Williama Wavella odkrywcy tegoż minerału, który znalazł go w miejscowości Barnstaple w 1800 roku.

## Właściwości
Krystalizuje w układzie rombowym. Minerał ten tworzy kryształy o pokroju słupkowym, pręcikowym, igiełkowym. Występuje w skupieniach promienistych, groniastych, sferolitycznych, nerkowatych, kulistych, kolistych, rozetowych, włóknistych. Tworzy nacieki, żyłki, stalaktyty, naskorupienia. Jest kruchy, przezroczysty lub przeświecający rozpuszcza się w kwasie solnym. 

## Występowanie
Minerał hydrotermalny niskich temperatur a także strefy procesów hipergenicznych (minerał strefy wietrzenia). Występuje w szczelinach i spoinach warstwowych łupków krzemionkowych, piaskowca, wapienia, w żyłach kruszcowych np. kasyterytu, w niektórych utworach magmowych, złożach fosforytów. Rzadziej w szczelinach skał metamorficznych (m.in. w łupkach łyszczykowych, kwarcytowych i diopsydowych). Niekiedy w wietrzejących granitach. Najczęściej współwystępuje z takimi minerałami jak: strengit, turkus, kakosen, crandallit, kwarc, kalcyt, waryscyt, hematyt, goethyt, limonit, piroluzyt. 
Miejsca występowania:
- Na świecie: Niemcy – Bawaria, Saksonia, Hesja; Wielka Brytania – Kornwalia, Devonshire; USA – Floryda, Arkansas, Pensylwania; Brazylia, Czechy – Zbiroh, Zeleznik; Boliwia[1][3].

- W Polsce: znaleziony w Górach Świętokrzyskich[1] w jednostce łysogórskiej w spękaniach późno kambryjskich piaskowców kwarcytowych (arenitach kwarcowych o cemencie kwarcowym regeneracyjnym) budujących wzgórza  w rejonie Barczy. Przypuszczalny źródłem jonów fosforanowych mogły być fosforanowe pancerze trylobitów, których ślady bytności zachowały się w postaci licznych skamieniałości śladowych Cruziana (d’Orbigny, 1842) na stropach ławic piaskowców (ślady pełzania trylobitów po dnie morskim)[potrzebny przypis]. Ponadto na Dolnym Śląsku (w szczelinach łupków diopsydowych) koło Strzelina, w łupkach łyszczykowych w Brodziszowie koło Ząbkowic Śląskich i w łupkach kwarcytowych w Pustkowie Wilczkowskim[3][4].

## Zastosowanie
- ma znaczenie kolekcjonerskie (minerał poszukiwany i wyjątkowo cenny)
- większe nagromadzenia wykorzystywane są do produkcji nawozów fosforowych
- wykorzystywany do produkcji zapałek

## Galeria

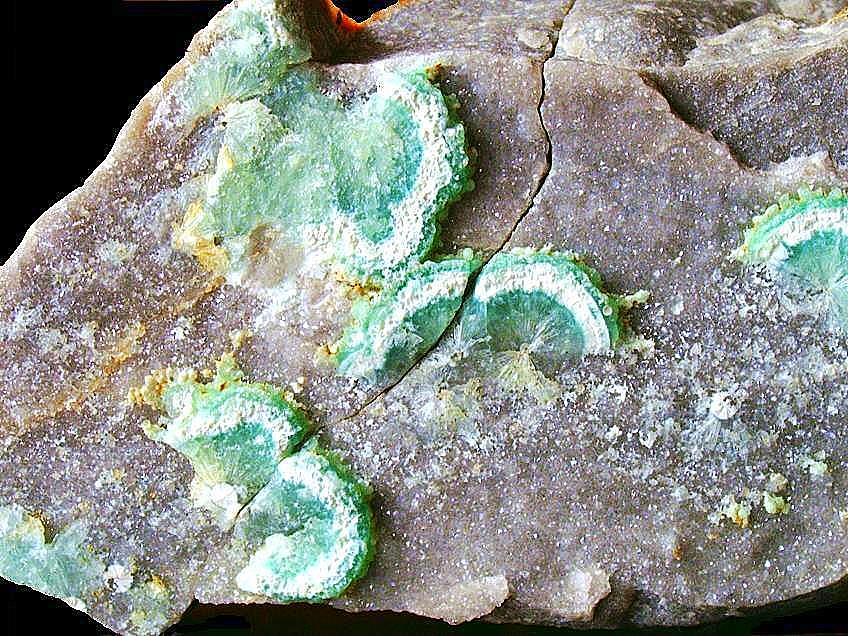
w towarzystwie waryscytu z kopalni Wiśniówka w Górach Świętokrzyskich
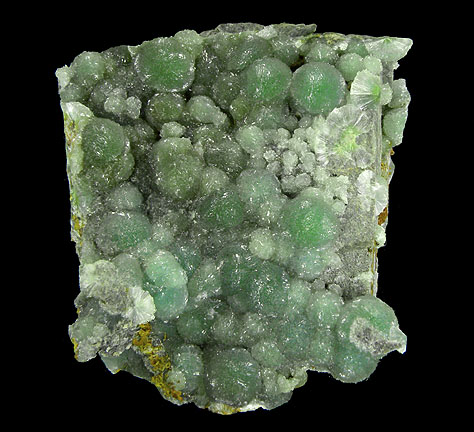
intensywnie zielony w postaci kulistej z Arkansas
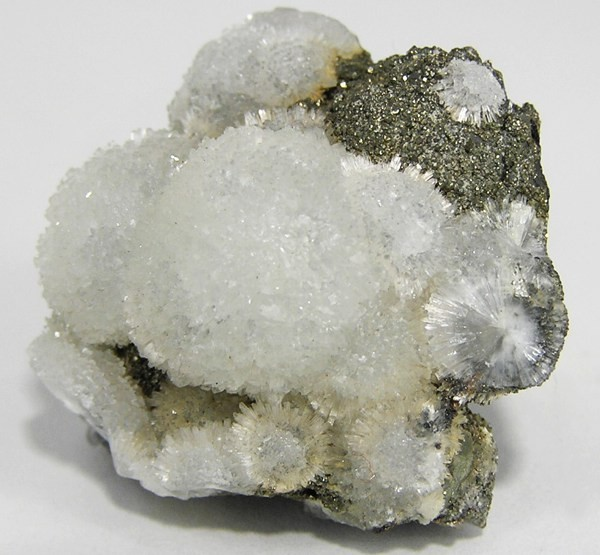
okaz z Boliwii